# Station Biały Zdrój Południowy
Station Biały Zdrój Południowy is een spoorwegstation in de Poolse plaats Biały Zdrój.